# ナシ婚
ナシ婚（ナシこん）とは、21世紀に入って以降の日本において増加している結婚をする際に結婚式を挙げない形態。
これは、結婚披露宴を行わず、役所に婚姻届を提出するだけで済ませるものであり、ナシ婚であったならば、従来のような通過儀礼を経ずに夫婦ができ上がっているということである。また「挙げない」ではなく「挙げたくない人」が多いとも言われている。

## 社会的背景
厚生労働省が行った調査によると、2011年には67万件の夫婦が結婚したということであるが、その中で結婚式を行った夫婦というのが35万件であったとのことであるから、近年では結婚を行われる場合でもナシ婚となる割合というのは半数近くであるということである。
このようなナシ婚が選ばれる、または挙式を忌避される理由としては「披露宴に数百万円もの費用がかかる」（他のことに金銭を使いたい）ことや、「人前で目立ちたくない」「披露宴まで行う必要がない、と割り切る」など、特に経済的事情が数多く存在しており、2000年代以降の若者は結婚式などといった事柄に多額の金銭を費やすよりも貯金をしたり他の事柄に金銭を使うべきという考えが多くなっているからとのことである。
この他には、現代の若者というのは従来とは価値観が異なってきており、結婚式のような式典がもともと好きでないために結婚式を行わないということや、いわゆるできちゃった結婚であったため結婚式を行わない（行えない）、あるいは夫妻いずれかまたは両方が再婚または再々婚であるなどという理由の割合が高いとのことである。
ただ、貧困層が拡大し、結婚をしたくてもできない若者が日本で増えている中、結婚できるだけ遥かにましであるという見方もある。
ちなみに、結婚式にかかる費用の一般的な相場は、日本の場合約300 - 350万円であり、実際に当該夫婦が負担するのは100万円程度である。

## 裸婚
中国では「裸婚（Luohun）」（何もなし婚）と呼ばれる社会現象があり、住居や自動車を購入しない、指輪を購入しない、結婚式を挙げない、ハネムーンに行かないといったスタイルの結婚をいう。